# Joseph Malula

Wapen

Joseph Albert Malula (Leopoldstad, 12 december 1917 – Leuven, 14 juni 1989) was een Congolese kardinaal. In 1964 werd hij aartsbisschop.

## Biografie
Joseph Malula werd geboren in de hoofdstad van het toenmalige Belgisch-Congo. Hij studeerde filosofie en theologie aan het grootseminarie. Hij was leraar aan het kleinseminarie van Bokoro van 1944 tot en met 1946. Op 9 juni 1946 werd hij door Joris Six tot priester gewijd en kreeg hij als eerste Congolees ook effectief de zielenzorg over een parochie. De energieke Malula genoot groot aanzien in Leopoldstad en erbuiten. Zich bewust van de culturele ontworteling veroorzaakt door het kolonialisme, droeg hij ertoe bij dat de kerk voldoende afstand nam van de machthebbers om haar legitimiteit te bewaren. De groep évolués rond Malula publiceerde in 1956 het Manifeste de conscience africaine, waarin ze hun bijval betuigden aan het Plan-Van Bilsen voor geleidelijke onafhankelijkheid. In 1964 werd hij aartsbisschop van Leopoldstad (het latere Kinshasa). In 1969 werd hij de eerste kardinaal van Zaïre. Malula was een pleitbezorger van de Zaïrese ritus, waarbij in de liturgie plaats wordt gemaakt voor de culturele gebruiken van Congo. Deze ritus werd in 1988 door het Vaticaan erkend. Hij werd begraven in de Notre Dame van Congo te Kinshasa.

## Wereldtentoonstelling
Op Expo 58, de wereldtentoonstelling van 1958 te Brussel, heerste er in het katholieke paviljoen veel fierheid over het missiewerk in tropisch Afrika. Malula was er een veel gevraagd spreker.  Op 30 mei hield hij een toespraak, waarin hij zei: "Psychologisch gezien zouden de blanken de onafhankelijkheid een kwartier te laat willen geven, en de zwarten zouden die een kwartier te vroeg willen hebben. Opdat dit alles zich zou afspelen in eerbied voor wederzijdse rechten en in liefdadigheid, ware het beter dat de onafhankelijkheid te vroeg zou komen dan te laat. Te vroeg, dan zou zij een vreedzame co-existentie tussen blanken en zwarten alsook een gezonde samenwerking toelaten. Te laat, dan zijn het de meest ongelukkige gebeurtenissen die de meest catastrofale oplossingen zouden kunnen dicteren." Veel kolonialen namen hem deze woorden kwalijk.
- Bibliothèque nationale de France: cb13178682z (data)
- Gemeinsame Normdatei: 119268833
- International Standard Name Identifier: 0000 0000 7245 8513
- Library of Congress Control Number: n85068909
- Nederlandse Thesaurus van Auteursnamen: 302964673
- Système universitaire de documentation: 061482110
- Virtual International Authority File: 79417171
- WorldCat: E39PBJhGVByPWg8cykQK7pDTHC